# Abbaye d'Aniane
L'abbaye Saint-Sauveur ou ancienne abbaye bénédictine Saint-Benoît et l’ancien pénitencier sont situés à Aniane dans le département de l’Hérault en France.

## Histoire

### Abbaye bénédictine
Elle est fondée en 777 ou 782 par saint Benoît d'Aniane. 
Parmi les biens de l'abbaye se trouvent des salines dans le pagus de Narbonne. La première mention est une donation de saline faite à l'abbaye par Louis le Pieux le 20 mars 822
Les bâtiments monastiques sont complètement détruits entre 1562 et 1572. Les religieux adhèrent en 1633 à la réforme de la Congrégation de Saint-Maur. 
Le premier projet de reconstruction rejette un vaste cloître très à l'est, ce qui s'explique peut-être par la présence d'une zone de vestiges anciens laissée libre au sud de l'église. Le projet de 1661 est celui qui correspond le plus exactement à la réalisation (l'église au nord présente une nef rectangulaire avec chapelles latérales, sans transept et au chœur réduit, entourée des bâtiments conventuels). La reconstruction commence peu après. La construction de l'abbatiale Saint-Sauveur commence en 1679 et dure jusqu'en 1714 ; puis le grand bâtiment ouest et le cloître sont rebâtis. Les travaux se poursuivent jusqu'à la Révolution. Des parties importantes, notamment le logis abbatial décoré dans un style Louis XVI archaïsant, sont préservées. À la veille de la Révolution, l'église abbatiale possède un orgue qui est touché par l'organiste Balthazar Pierre Étienne Olive. 
L'église devient ensuite paroissiale tandis que les anciens bâtiments conventuels sont transformés, en 1810, en filature de coton.

### Pénitencier
En 1845, l'administration pénitentiaire regroupe les propriétés morcelées de l'ancien enclos abbatial pour créer une maison centrale de détention relevant du ministère de la justice qui accueillera plus de 800 détenus ; deux ailes parallèles encadrant une longue cour sont ajoutées à l'Est. Une caserne est également créée. 
En 1885, la maison centrale de détention devient une « colonie industrielle pour jeunes détenus » puis une Institution publique d’éducation surveillée (Institution publique d’éducation surveillée) le 2 février 1945. On y accueille désormais jusqu'à 200 enfants et adolescents délinquants à la fois, pour leur enseigner divers métiers industriels. En 1951, de nouvelles extensions sont réalisées. L'IPES évolue en Institut Spécialisé d’Éducation Surveillée (ISES) en 1975 avant d'être désaffecté en 1994.
Plusieurs révoltes et tentatives d'évasion massives durement réprimées marquent l'histoire de ce "bagne d'enfants" tristement célèbre, notamment en 1898 et 1938. L'historienne et romancière Marie Rouanet consacrera à cette période sombre d'Aniane un chapitre de son livre Les Enfants du bagne paru chez Payot en 1994.

### Monuments historiques
Malgré ces vicissitudes, l'abbaye d'Aniane reste, pour le Languedoc, un des rares exemples complets conservés d'architecture monastique.
L'ancienne église abbatiale, toujours affectée au culte catholique comme église paroissiale Saint-Sauveur, est classée monument historique par arrêté du 9 septembre 2002. Les bâtiments monastiques, ancien pénitencier, sont classés monument historique par arrêté du 2 novembre 2004 alors qu'une partie du domaine est inscrit à cette même date.
En 2010, la Communauté de communes Vallée de l'Hérault fait l’acquisition des bâtiments hors l'église, désaffectés depuis 1998 et devient donc propriétaire de l’Abbaye. Divers projets de réhabilitation sont à l'étude. Des fouilles archéologiques sont entreprises en 2011 par le CNRS mettant au jour quelques éléments carolingiens (750-900) et médiévaux : une ancienne fontaine du XVIIe siècle, et le dallage d’un bassin ayant sans doute servi à l'élevage de poissons pour la nourriture des moines mauristes.